# コッレオーニ礼拝堂
コッレオーニ礼拝堂（イタリア語: Cappella Colleoni）は、イタリアのベルガモにある教会であり、また霊廟である建物のこと。
ベルガモ領主バルトロメーオ・コッレオーニによって、彼自身と娘メデアの霊廟とするため1472年（又は1471年）から1476年に掛けて建設されたもので、聖バルトロマイおよび聖マルコ、洗礼者ヨハネに捧げられた礼拝堂である。この礼拝堂は隣接するサンタ・マリア・マッジョーレ教会の聖具室を取り壊して建てられた。礼拝堂の基本設計は15世紀の著名な建築家ジョヴァンニ・アントニオ・アマデーオによって行われ、ベルガモにある全てのモニュメントの中で最も美しく豪華であるべきであるというコッレオーニの願望を叶えるものとされ、八角柱を絞って太鼓を逆にしたような形のドームや、ドームの先端に燭台のような尖塔が乗せられているところに特徴がある。当礼拝堂はロンバルディア・ルネサンスの傑作の一つと言われている。

## 建築物概要
礼拝堂の正面ファサードは白・赤・黒の多色の大理石を菱形状に組み合わせたデザインとなっている。正面入り口の上はバラ窓が配され、その両脇にはガイウス・ユリウス・カエサルとトラヤヌス帝のメダリオンが埋め込まれている。基礎部分の直上には聖書の物語を描いた9枚の浮彫板や、ヘラクレスの活躍を描いた4枚の浅浮彫板がはめ込まれている。窓枠部の4本の付柱には美徳を表す彫像が描かれている。
内部は正方形の大きな部屋と、祭壇がある小さな部屋に分かれている。1475年11月2日に死去したバルトロメーオ・コッレオーニの墓所が入口と向かい合う側の壁に置かれている。その墓所は、凱旋門風のアーチに囲まれた中に、ニュルンベルクの彫刻家の手によるキリストの生涯やライオン、傭兵隊長姿の騎馬像などの彫刻が施されたものとなっている。
部屋の左側にはアマデーオの手によるメデア・コッレオーニの墓所が置かれている。この墓所は1892年にウルニャーノから移設されたもので、十字架降架の彫刻が施されている。
主祭壇にはピエトロ・ロンバルドによる聖バルトロマイおよび聖マルコ、洗礼者ヨハネの彫像が置かれており、らせん状のソロモン円柱が彫像を囲むアーチを支える形になっている。主祭壇の机の部分はレオポルド・ポーラックのデザインで、脚の部分はGrazioso Rusca作の天使像となっている。
他に特筆すべきは、天井ドームにはジョヴァンニ・バッティスタ・ティエポロ作の聖バルトロマイおよび聖マルコ、洗礼者ヨハネのフレスコ画が描かれている。

## 逸話
墓所の棺が空であることから、何世紀もの間、バルトロメーオ・コッレオーニの遺体は他の場所に埋葬されていると信じられてきた。1969年11月21日、漆喰で埋められた下から木製の棺が発掘され、中に遺体があるのが発見された。

## 写真集
コッレオーニ礼拝堂
- 主祭壇
- バルトロメーオ・コッレオーニの墓
- 天井ドーム

## 現地へのアクセス
- ベルガモ駅（英語版） の北北西 約1.7km
- 公共バス 1, 1A系統Colle Apertoバス停の南東 約500m
- ベルガモ旧市街ケーブルカー 旧市街駅の西北西 約250m